# David Martínez Otero
David Martínez Otero (Redondela, Pontevedra, 2 de septiembre de 2000), más conocido como Davo, es un futbolista español que juega como Delantero en la Unión Deportiva Ibiza de la Primera Federación.

## Trayectoria
Davo se formó en las categorías inferiores del Club Deportivo Choco con el que debutó en la Tercera División de España en la temporada 2018-19. 
En julio de 2021, firma por el Real Club Deportivo de La Coruña para jugar en el Deportivo Fabril de la Tercera Federación, en el que permanece durante dos temporadas. 
En julio de 2023, firma por el Coruxo Fútbol Club de la Segunda Federación, con el que logra 11 goles en 32 encuentros disputados.
El 25 de junio de 2024, firma por la Gimnástica Segoviana Club de Fútbol de la Segunda Federación, en el que disputa 20 partidos en los que anota 9 goles. 
El 27 de enero de 2025, firma por la Unión Deportiva Ibiza de la Primera Federación.

## Clubes
Actualizado al último partido disputado el 27 de enero de 2025.
| Club                                    | País   | Año             | Partidos | Goles |
| --------------------------------------- | ------ | --------------- | -------- | ----- |
| Club Deportivo Choco                    | España | 2018-2021       |          |       |
| Real Club Deportivo de La Coruña Fabril | España | 2021-2023       |          |       |
| Coruxo Fútbol Club                      | España | 2023-2024       | 32       | 11    |
| Gimnástica Segoviana Club de Fútbol     | España | 2024-2025       | 20       | 9     |
| Unión Deportiva Ibiza                   | España | 2025-actualidad | 0        | 0     |